# 補助貨幣
補助貨幣（ほじょかへい）は、主たる貨幣、すなわち本位貨幣に対する補助的な貨幣に対して規定されていた名称である。おもに小額決済のために発行されていた。19世紀頃から各国で金本位制が導入された際、銀貨の実質価値が額面価値より減量され補助銀貨となる例が多かった。

## 概要
「補助貨幣」は本位貨幣制度下における概念であり、本位貨幣が存在しない現在では法令に公式の「補助貨幣」は存在しない。
日本では1988年3月末に貨幣法および臨時通貨法が廃止されるまでは、「補助貨幣」は銀行券に対立する用語として硬貨の意味として一般には用いられていた。これは1988年以前の約半世紀にわたって日本の硬貨が臨時通貨法を根拠法として臨時補助貨幣として発行され、当時の事実上の現金通貨が日本銀行券と臨時補助貨幣のみであったからである。実際には、貨幣法の下では臨時補助貨幣も含めて日本の補助貨幣は本位貨幣である金貨に対する補助貨幣であった。
貨幣法および臨時通貨法が廃止され、1988年4月以降通貨の単位及び貨幣の発行等に関する法律が日本の貨幣（硬貨）を発行する根拠法となった現在では、造幣局が製造し政府が発行する硬貨は「貨幣」と称し「補助貨幣」と称することは法令上正しくない。また、臨時補助貨幣も現在の「貨幣」も日本銀行券に対する「補助」と規定されているわけではない。何の「補助」であるかの問に答えるには貨幣関連の法令や歴史的経緯を理解する必要がある。
通常は硬貨が補助貨幣に充てられたが、時に政府紙幣などの紙幣が用いられることもあった。銀行券などと共に法定通貨とされることが通常だが、法定通貨としての強制力においては、一回の決済での総額面や使用枚数に制限があることが多い。
小額の本位貨幣を鋳造することは技術面の問題から困難であり、これを補うために本位貨幣の素材よりも素材価値が低い金属で鋳造されることが多い。又、小額貨幣材料としての銀の高騰により銀貨が国外に流失・溶解されて小額貨幣の不足を来すなどの事象に遭遇した経験から、額面価格よりも低い価値素材で鋳造される場合や、銀貨では額面の実質価値より減量するか品位を下げる等の措置が取られる場合があり、定位貨幣として位置づけられている。この定位貨幣のうち小額のものは、主として国内の小取引に用いられ貨幣価値の単位以下であり、本位貨幣の交換媒介物の作用を補助する所から補助貨幣と称される。補助貨幣と定位貨幣はほぼ同一の様に扱われることが多いが、イギリスの1クラウン（5シリング）銀貨（1816年以降）やアメリカの1ドル銀貨（1878年以降）のように高額のものは定位貨幣と位置付けられた。
このため、制限法貨として一定の金額の範囲内でのみ強制通用力をもっている場合が多かった。従って経済の混乱や補助貨幣の素材の不足による素材価値の上昇によって額面価値と素材価値に大きな乖離が発生した場合には補助貨幣が溶解されて、必要な流通量が確保できないという状況も想定された。
補助貨幣は本位貨幣と異なり自由鋳造は認められない。仮に認められるとなれば一般に補助貨幣は額面が実質価値を上回る定位貨幣としての性質を持つため、差益を得ようと造幣局に地金を輸納して補助貨幣の鋳造を請求する者が殺到して補助貨幣の供給過剰が生じ、流通価値が実質価値に接近するまで低落し流通の状態を攪乱するからである。補助貨幣の発行は政府の計算推定によって鋳造が制限されるべき性質のものであった。

## 日本の補助貨幣の歴史
江戸時代において、1765年に鋳造された五匁銀は、元文小判に対し12枚の固定相場制を意図したもので事実上の金銀複本位制（金銀比価1:11.48）であったが市場では敬遠され流通しなかった。1772年に鋳造された南鐐二朱銀は元文銀より額面に対し純銀量が約25%減量されており小判に対する事実上の補助貨幣（定位貨幣）であった。しかし御触で補助と規定されてもなければ通用制限額が設定されたわけでもなかった。

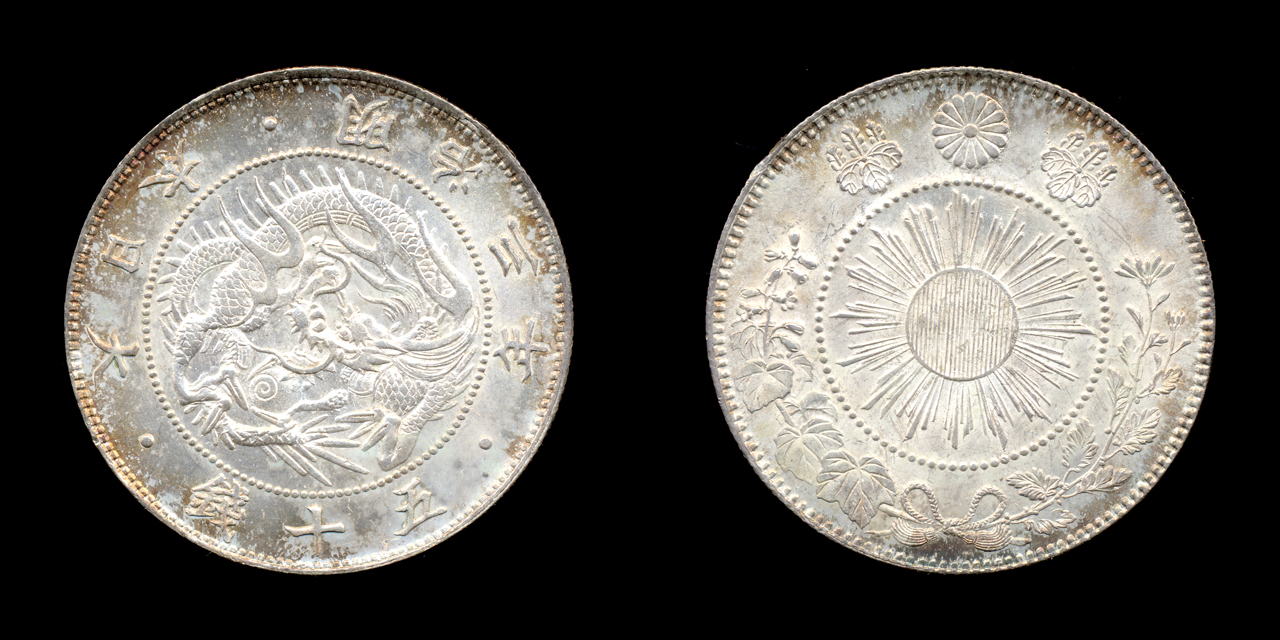
1871年発行の50銭補助銀貨。

明治4年5月10日（1871年6月27日）公布の新貨条例では本位金貨の他に50銭以下の貨幣が定められたが、この法令の文面では「定位ノ銀貨幣」および「定位ノ銅貨」（後に「銅貨」と修正）と定められ、さらに「定位トハ本位貨幣ノ補助ニシテ制度ニヨリテ其価位ヲ定メテ融通ヲ資クルモノナリ故ニ通用ノ際コレカ制限ヲ設ケテ交通ノ定規トス」と明記されている。この新貨条例は明治8年（1875年）6月25日に「貨幣条例」と改められて公布され、「補助ノ銀貨」および「補助ノ銅貨」の表記となった。補助銀貨の通用制限額は金種の混用に拘りなく一回の取引につき最高額で十圓、銅貨は同様に一圓とされた。
明治4年当初は、50銭以下の銀貨は1圓銀貨より額面に比して量目・品位共に削減されていたが、明治6年から量目は額面比例、品位のみ下げる改正となった。
明治30年（1897年）10月1日施行の貨幣法においては、本位金貨の他に50銭以下の銀貨幣、白銅貨幣および青銅貨幣が定められ、これらにも法貨としての通用制限額が青銅貨、白銅貨共に金種の混用に拘りなく一回の取引につき最高額で一圓と定められた。白銅貨については大正9年（1920年）から通用制限額は五圓に引き上げられた。1906年、1918年および1922年には銀価格の高騰から補助銀貨の量目削減の改正が行われた。
昭和13年（1938年）6月1日施行の臨時通貨法では政府は貨幣法に定めるものの他に臨時補助貨幣を発行することが可能となり、これ以降発行される硬貨はすべて通用制限額が定められた臨時補助貨幣となった。臨時補助貨幣は十銭および五銭が五圓、一銭が一圓まで法貨として通用すると規定された。五十銭黄銅貨幣の通用制限額は十円までとされ、以降追加された円単位の臨時補助貨幣の通用制限額はすべて額面の20倍に定められた。
昭和6年（1931年）に日本は金の兌換を停止し、昭和17年（1942年）には日本銀行法（昭和17年法律第67号）が制定され、日本銀行券の発行は金保有高に縛られなくなり、金本位制は完全に名目化して、金貨の流通はなくなった。
第二次世界大戦後日本はハイパーインフレーションに見舞われ、昭和23年（1948年）には一円硬貨と五円硬貨と円単位の臨時補助貨幣が登場し、通貨の補助単位である銭・厘を担う本来の補助貨幣の意味から乖離することとなった。また、ドッジ・ラインにより、昭和28年（1953年）には金1 gの価格は405円となり、1円は純金の2.47 mgと、貨幣法上の名目（1円=純金750 mg）とは大きく乖離し、貨幣法は完全に名目化した。
昭和63年（1988年）4月1日施行の通貨の単位及び貨幣の発行等に関する法律では、本位貨幣が廃止され一部の臨時補助貨幣のみが同法律に基づいて発行された「貨幣」と見做されることになり引続き通用力を有したのであるが、本位貨幣の廃止に伴い名目上「補助」は意味を成さないものとなり、同法律により「貨幣」と称されることとなった。このため現在、日本円の硬貨は「貨幣」とは称するものの、この法律施行以前に発行されていた、臨時補助貨幣の様式および法定通貨としての通用制限を事実上そのまま踏襲したものであり、補助貨幣的な性格を有するものである。
さらに、同法律では附則において、その他の法令の条文に従来「補助貨幣」とあったものも「貨幣」と変更されることが規定され、「補助貨幣」は法令から姿を消した。
附則第13条 造幣局特別会計法の一部改正
- 「補助貨幣回収準備資金」を「貨幣回収準備資金」に改める。
- 「補助貨幣製造事業予定計画表」を「貨幣製造事業予定計画表」に改める。
- 「補助貨幣製造事業実績表」を「貨幣製造事業実績表」に改める等。

附則第14条
- 「補助貨幣損傷等取締法」を「貨幣損傷等取締法」に改題する。

## イギリスの補助貨幣の歴史

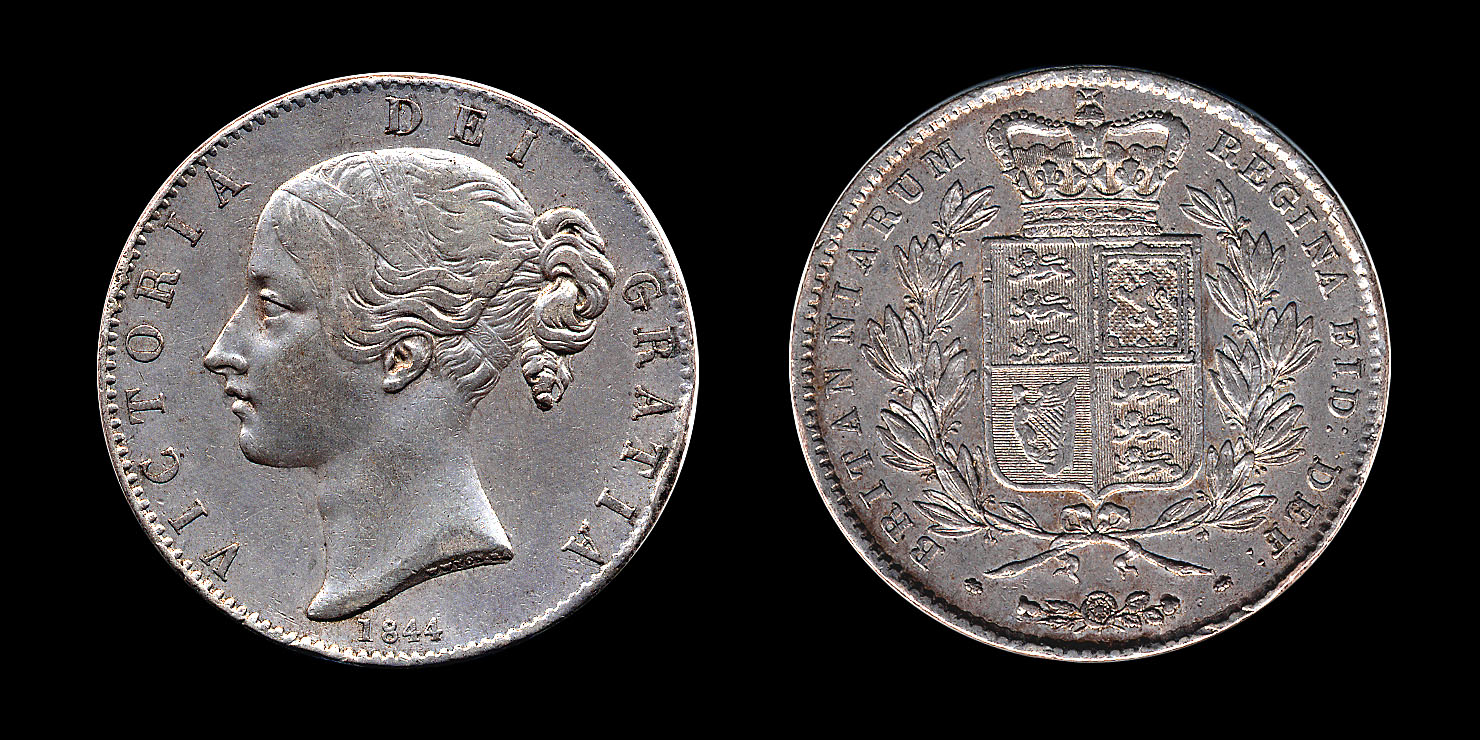
1844年銘の1クラウン定位銀貨

イギリスにおいて、造幣局長であったアイザック・ニュートンは、1717年に1ギニー金貨は銀貨21シリングに等価であるとして金銀比価を定めた。この当時、1トロイポンド(373.24g)の金貨（品位22/24、純金11トロイオンス:342.14g）は44.5ギニーに相当し、1トロイポンドの銀貨（品位925/1000、純銀11.1トロイオンス:345.25g）は62シリングに相当したため、金銀比価は1:15.21となった。
ニュートンが金銀比価を定めることにより法的には金銀複本位制となったが、この比価は当時の相場より金高に設定されていたため、悪貨である金貨が流通を独占し銀貨は国外に流出した。また国内に流通していた銀貨には削り盗りされた軽量銀貨(clipt money)が横行し、1774年には銀貨による支払いは1回に付25ポンドまでを法貨として通用すると定め、それ以上は銀地金扱いとなり、銀貨は実質的に補助貨幣扱いとなった。1798年には銀貨の自由鋳造が停止され、1816年(Coinage Act 1816)の金本位制施行時には銀貨については1トロイポンドの銀貨（品位925/1000）が66シリングと軽量化され補助貨幣（定位貨幣）となった。このとき銀貨は法貨としての通用制限額が40シリングまでとされた。
下落を続けていた銀価格が第一次世界大戦後に上昇に転じ1920年2月には1オンス89.5ペンスと高騰を見たため銀貨に鋳潰しの懸念が生じ、1920年には銀貨の品位を925/1000から500/1000と大幅な引き下げに至った。1931年にイギリスは事実上金本位制から離脱した。

## フランスの補助貨幣の歴史

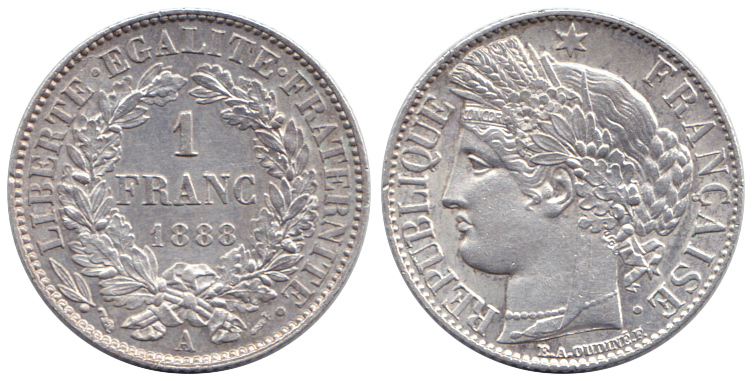
1888年銘の1フラン定位銀貨

フランスでは、1803年の鋳造法で、金貨は1フラン当り10/31グラム（品位900/1000、純金9/31g）であり、銀貨は1フラン当り5グラム（品位900/1000、純銀4.5g）と金銀比価が1:15.5に定められた金銀複本位制であった。
1864年に、金貨は従来通り、銀貨は量目は従来通りで品位が835/1000に下げられ定位貨幣となった。翌年1865年に結成されたラテン通貨同盟によって金銀比価1:15.5の防衛を図ったが、銀価格の下落とそれに伴う世界的な金本位制へのシフトの情勢の中で、1873年には事実上、1878年には正式に金本位制が施行された。1865年の同盟国では2フラン以下の補助銀貨は50フランまで法貨として通用すると制限額が定められた。1936年には事実上金本位制から離脱した。

## アメリカの補助貨幣の歴史

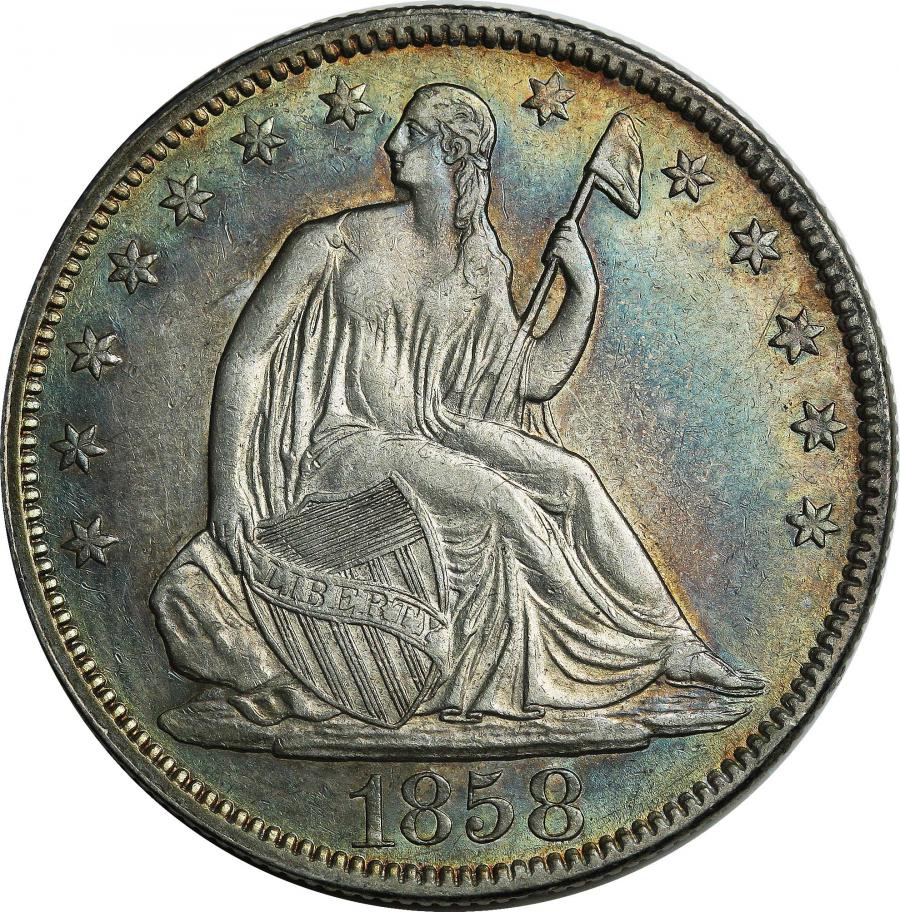
1858年銘の1/2ドル定位銀貨。

アメリカ合衆国においては1792年の貨幣法(Coinage Act of 1792)以来金銀複本位制であったが、1849年頃からのゴールドラッシュによる金価格の下落から銀相場が相対的に上昇し銀貨の鋳潰しや国外流出の懸念が生じたことから、1853年に1/2ドル以下の銀貨の量目が削減された。従来は1ドル銀貨に対し1/2ドル以下も額面比例の量目であり、1837年から1853年までは1ドル銀貨が412.5グレーン（26.73g）、1/2ドル銀貨が206.25グレーン（13.365g）、1/4ドル銀貨は103.125グレーン（6.68g）、1ダイム銀貨は41.25グレーン（2.67g）と同様に額面に比例し、すべての銀品位は900/1000であった。
1853年の法令(Coinage Act of 1853)では1/2ドル銀貨を192グレーン（12.44g）、1/4ドル銀貨は96グレーン（6.22g）、1ダイム銀貨は38.4グレーン（2.49g）と従来より約7%量目を削減して鋳潰しや海外流出を防止し、小額硬貨の不足の危機から逃れた。1ドル銀貨の量目は従来通りとされた。これは事実上の金銀複本位制からの離脱であり、1/2ドル銀貨以下は実質的に補助銀貨となった。このとき銀貨は最大5ドルまで法定通貨としての通用制限額が規定された。
1859年以降のネバダ州における膨大な銀鉱の開発から今度は逆に銀価格が下落し、1873年(Coinage Act of 1873)には完全に金銀複本位制が破棄され金本位制となり、1/2ドル銀貨、1/4ドル銀貨、1ダイム銀貨の硬貨が補助銀貨(subsidiary silver coins)として発行され、1/2ドル銀貨以下は量目を僅かに増加し1/2ドル銀貨は12.5g、1/4ドル銀貨は6.25g、1ダイム銀貨は2.5g、何れも品位900/1000だったが1ドル銀貨より額面当たりの量目が依然少なかった
。このときは、1ドル銀貨は貿易銀（420グレーン、27.22g）（品位900/1000）として一般の通貨からしばらく姿を消した。1ドル銀貨は1878年から多量に発行されるようになり再び412.5グレーン（26.73g）、品位900/1000と元の量目・品位に戻った。金貨は無制限通用であったが、銀貨は法定通貨としての通用制限額は最大5ドルまでとされた。1878年2月のブランド-アリソン法案では、1ドル銀貨は法貨として無制限通用とされたが自由鋳造は認めず政府が市場価格で銀地金を購入し造幣局に輸納して銀貨に鋳造されることとなった。金銀複本位制への復帰の意見もあったが、1ドルも含め銀貨は補助貨幣に留まる折衷案定な解決となった。1879年6月には1/2ドル以下の銀貨の通用制限額が10ドルに引き上げられた。
1933年にはルーズベルト大統領は大統領命令6102号を発令してアメリカ市民の金保有を禁止し、金本位制・金貨の製造も停止された。同年施行された、農業調整法(Agricultural Adjustment Act)では銀貨の通用制限が撤廃された。翌年には政府の金買入価格が1オンス=35ドルと平価引き下げとなり、ブレトン・ウッズ協定に引き継がれたが、1976年には金・ドルの関連付けが放棄されアメリカは完全に金本位制から離脱することになった。アメリカの金貨も本位貨幣としての地位は失ったが、廃貨措置は取られておらず、金貨も含めすべての硬貨は無制限に法貨である。銀貨はそのままの量目、品位で1ドル銀貨は1935年まで、1/2ドル銀貨以下は1964年まで製造された。

## 法貨としての通用制限
金本位制の時代において仮に補助貨幣が法貨として無制限に強制通用力を有するならば、
- 1. 債権者が実質価値の不足した貨幣のみで多額の債務の弁済を受ける可能性がある。
- 2. 多量の補助貨幣（硬貨）は授受運搬が困難であるため、債権者が迷惑を被る可能性がある。
- 3. 正貨で外国に支払を行う必要のある者が、補助貨幣で多額の弁済を受けると外国市場において使用できない。
- 4. 補助貨幣（硬貨）は主に小額取引の決済の用に供するためであり、その法貨たる資格に制限を加えても流通上何らの支障を来さない。

とされる。
これらの内、本位貨幣制度が廃止された現在では1と3は意義を失っているが、2と4については現在の硬貨についても妥当性を有していると考えられている。
日本においては補助貨幣と呼ばれていた時代の法貨としての通用制限が現在も事実上踏襲されている。現在では日本を含めて各国では補助貨幣(subsidiary coins, subsidiary money)そのものは存在しないが、現在各国において一般に流通している硬貨の法貨(Legal tender)としての通用制限の状況を示すと、日本以外では法貨として無制限通用であることが多い。
法貨としての通用制限額はあくまで強制通用力としての制限であり、支払い側と受け取り側の合意の下ではこの限りではない。

### 日本

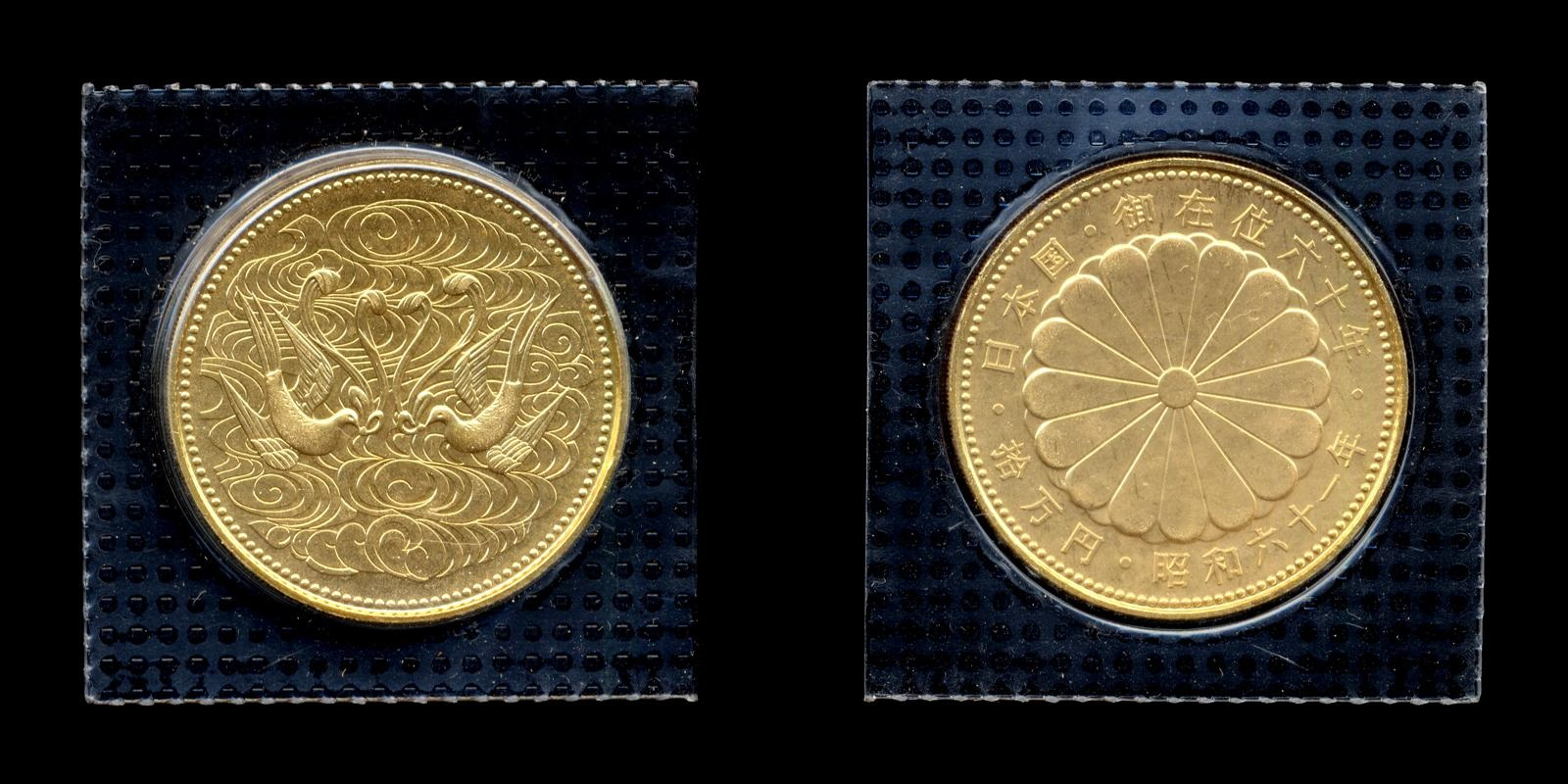
天皇陛下御在位六十年記念貨幣。臨時補助貨幣として発行された十万円金貨。もはや貨幣法の指す二十円、十円、五円金貨を補助する小額硬貨とは考えにくい程、形骸化した。

日本の硬貨が法定通貨としての強制力を有するのは、一回の決済につき、同一額面の貨幣それぞれについて20枚までである（例えば、十円硬貨15枚と百円硬貨15枚の計30枚は、同一額面では20枚を超えていないので、1,650円として強制通用力がある。逆に一円硬貨のみで20円、五円硬貨のみで100円、十円硬貨のみで200円、百円硬貨のみで2000円を超えた場合は受け取りを拒否することが出来る）。これは臨時通貨法に明記されていた円単位の臨時補助貨幣の通用制限額を「通貨の単位及び貨幣の発行等に関する法律」の下でも事実上そのまま踏襲した結果である。
また、必ずしも通貨としての流通を目的としない記念貨幣としても、10万円金貨のような金を材質とする硬貨が臨時通貨法の下で臨時補助貨幣として発行されたことがある。「天皇陛下御在位六十年記念のための十万円及び一万円の臨時補助貨幣の発行に関する法律」（昭和61年法律第38号）第2条において10万円金貨は200万円まで法貨として通用すると規定された。この10万円金貨を含め、現在日本の記念貨幣もすべて20枚まで法貨として通用する。
ただし同一額面の貨幣が21枚以上ある場合でも、支払先によっては強制通用力が生じる場合がある。例えば税金等の公金の納付については、1937年（昭和12年）の大蔵省理財局長通達「補助貨ヲ無制限ニ公納受領ノ件」により、貨幣を無制限に受領すべきであるとされている。

### イギリス
グレートブリテン及び北アイルランド連合王国のスターリング・ポンドでは、1ポンド以上の硬貨は法貨として無制限通用が認められ、20, 25, 50ペンス硬貨は10ポンドまで、5, 10ペンス硬貨は5ポンドまで、1ペニー, 2ペンス硬貨は20ペンスまで法貨として通用する。

### 中国
中華人民共和国の人民元の少額貨幣である輔幣の強制通用力には制限が設けられていない。

### アメリカ
アメリカ合衆国では、1933年の法令で銀貨の法貨としての通用制限額が撤廃されたが、1965年の貨幣法(Coinage Act of 1965)において、すべての硬貨について法貨として無制限通用であることが改めて示された。

### ユーロ圏
ユーロ圏においては、ユーロ硬貨は借金返済などに対し全面的に受け入れられるべきとして、法貨としての制限はないとされるが、何人も1回の支払いについて50枚を上回る貨幣の受領を強制されることはないとされている。